# Vistoft Sogn
Vistoft Sogn ist eine Kirchspielsgemeinde (dän.: Sogn) auf der dänischen Halbinsel Djursland in der Landschaft Mols. Bis 1970 gehörte sie zur Harde Mols Herred im damaligen Randers Amt, dann wurde das Kirchspiel der Ebeltoft Kommune im Århus Amt zugeschlagen. Im Zuge der Kommunalreform zum 1. Januar 2007 ging die Ebeltoft Kommune in der neuen Syddjurs Kommune in der Region Midtjylland auf. 
Nachbargemeinden sind im Norden Agri Sogn, im Nordwesten Knebel Sogn, im Westen Tved Sogn und im Süden Helgenæs Sogn.
In Vistoft Sogn finden sich folgende Orte:
- Begtrup (Siedlung, Eigentümergemeinschaft)
- Begtrup Vig (Siedlung)
- Bogens (Siedlung, Eigentümergemeinschaft)
- Bogens Hoved (Gebiet)
- Bogens Strand (Siedlung)
- Bogens Sø (Wasserfläche)
- Elbjerg (Gebiet)
- Fuglsø (Siedlung, Eigentümergemeinschaft)
- Klokkerholm (Siedlung)
- Legerholm (Siedlung)
- Mols Bjerge (Gebiet)
- Rønnen (Gebiet)
- Strands (Siedlung, Eigentümergemeinschaft)
- Toggerbo (Siedlung)
- Trehøje (Gebiet)
- Viderup (Siedlung, Eigentümergemeinschaft)
- Vistoft (Siedlung, Eigentümergemeinschaft)